# Thierry Rouyr
Thierry Rouyr, né à Jupille le 11 septembre 1966,  est un joueur de football belge. Il évoluait au poste de défenseur.

## Biographie
Thierry Rouyr commence sa carrière professionnelle au RFC Seraing et réalise sa première apparition dans ce même club en équipe première lors du championnat 1984-1985.
Il passe deux saisons chez les voisins du Standard où il devient un grand ami de Gilbert Bodart[réf. nécessaire] avant de porter les couleurs du RWD Molenbeek. Lors du match Standard-RWD Molenbeek disputé le 22 août 1993, il marque de la tête malgré sa petite taille l'unique  but de la rencontre pour le RWDM. 
Il poursuit sa carrière au FC Liégeois descendu de Division 3 la saison précédente, puis au club luxembourgeois de Wiltz avant de défendre la Royale Union sportive Givry.